# Cryonomicon
Cryonomicon ist eine 2022 debütierte Funeral-Doom-Band.

## Geschichte
Der in das spanische Sevilla ausgewanderte russische Musiker Andrej „DarkAndy“ Pronin debütierte 2022 mit dem Projekt Cryonomicon. Das Debüt The Nevermelting Story wurde dabei am 14. Februar 2022 von Pronin als Musikdownload und am 31. März über das russische Label GS Productions als CD veröffentlicht. Bereits am 8. Juni 2022 folgte mit Северные Камни eine EP als Musikdownload via Bandcamp, die Pronin ohne Label veröffentlichte.

## Stil und Inhalt
Die von Cryonomicon gespielte Musik gilt als Ambient Funeral Doom mit atmosphärischem Riffing, das in „dunkle und winterliche“ Synthesizerspuren eingehüllt wurde und mit einem langsam voranschreitenden Schlagzeug sowie markanten Growling kombiniert wird.
Zur Veröffentlichung des Debüts gab Pronin einen Konzeptentwurf des Projektes bekannt. So sei The Nevermelting Story als erstes „Kapitel einer langen, frostigen Reise durch endlose kalte und sommerlose Länder des Nordens“, in ein Land ewigen Winters, „in dem die Zeit eingefroren und das Eis ewig ist.“ Zentral stehe lediglich „ein einsamer Riese aus Schnee und Eis, der über die weißen Berge und Felder streift und verzweifelt über die glorreichen Zeiten heult, die längst vorbei sind“. Mit dieser Perspektive zielt das Projekt nach einer kontemplativen Erfahrung in der die Gedanken der Hörenden in eine „traumhafte Winterland schweifen.“

## Diskografie
- 2022: The Nevermelting Story (Album, GS Productions)
- 2022: Северные Камни (Download-EP, Selbstverlag)